# Songshi (köpinghuvudort i Kina, Jiangxi Sheng, lat 27,77, long 116,91)
Songshi är en köpinghuvudort i Kina. Den ligger i provinsen Jiangxi, i den sydöstra delen av landet, omkring 140 kilometer sydost om provinshuvudstaden Nanchang. Antalet invånare är 9 563. Befolkningen består av 4 680 kvinnor och 4 883 män. Barn under 15 år utgör 20,0 %, vuxna 15-64 år 71 %, och äldre över 65 år 7,0 %.
Runt Songshi är det ganska tätbefolkat, med 93 invånare per kvadratkilometer. Närmaste större samhälle är Shazhou, 10,0 km sydväst om Songshi. I omgivningarna runt Songshi växer i huvudsak blandskog.
Genomsnittlig årsnederbörd är 2 563 millimeter. Den regnigaste månaden är juni, med i genomsnitt 466 mm nederbörd, och den torraste är oktober, med 21 mm nederbörd.